# Polany (rejon złoczowski)
Polany (ukr. Поляни) – wieś na Ukrainie, w obwodzie lwowskim, w rejonie złoczowskim, w hromadzie Pomorzany. W 2021 roku liczyła 695 mieszkańców.
Do 1946 roku miejscowość nosiła nazwę Ryków (ukr. Риків, Rykiw).

## Położenie
Na podstawie Słownika geograficznego Królestwa Polskiego i innych krajów słowiańskich Ryków to: wieś w powiecie złoczowskim, położona 13 km na południowy-wschód od sądu powiatowego, stacji kolejowej i urzędu poczty i telegrafu w Złoczowie.
Do 1934 roku w II Rzeczypospolitej miejscowość była siedzibą gminy wiejskiej w powiecie złoczowskim, w województwie tarnopolskim.